# Originair
Originair é uma companhia aérea com sede em Nelson, Nova Zelândia, que opera voos domésticos na Nova Zelândia. Foi fundada em 2015 pelo empresário local Robert Inglis, que anteriormente havia fundado a Air Nelson e a Origin Pacific Airways. Originair iniciou suas operações em 12 de agosto de 2015 com voos entre Nelson e Palmerston North; iniciou voos entre Nelson e Wellington no mês seguinte. A companhia aérea iniciou suas operações com uma aeronave British Aerospace Jetstream 31, e agora opera uma frota de quatro aeronaves, após a adição de outras 2 aeronaves Jetstream 32.

## História
Em 2015, Inglis fundou a Originair em resposta ao encerramento dos voos diretos da Air New Zealand entre Nelson e Palmerston North. Devido ao pequeno tamanho da companhia aérea, as operações de vôo foram contratadas para a Air Freight NZ, embora os aviões fossem pintados com as cores de Originair. A companhia aérea iniciou suas operações em 12 de agosto de 2015, quando os voos entre Nelson e Palmerston North começaram. Os voos entre Nelson e Wellington começaram no mês seguinte, em 13 de setembro de 2015.
Em fevereiro de 2016, problemas com o certificado operacional de frete aéreo da NZ levaram ao encalhe da aeronave Jetstream pela Autoridade de Aviação Civil da Nova Zelândia (CAA). Os problemas foram considerados "muito específicos para a operação particular" do Originair. A Originair contratou brevemente outra empresa, a Airwork, para operar seus voos usando aeronaves Metroliner embora quando este acordo terminou no final de março de 2016, a Originair cessou temporariamente as operações.
Em julho de 2016, a companhia aérea anunciou que havia resolvido a maioria de seus problemas de CAA e retomaria os voos em setembro de 2016 sob a operação e o Certificado de Operação Aérea de Fretamentos Inflite. Foi anunciado que os voos seriam retomados entre Nelson e Palmerston North, que não tinha um voo direto enquanto as operações da Originair estavam suspensas, mas os voos entre Nelson e Wellington não seriam retomados porque a introdução da Jetstar Airways tornara a rota muito competitiva.
Em 23 de setembro de 2016, a Originair reiniciou os serviços regulares regulares entre Nelson e Palmerston North, com voos sendo operados pela air2there usando Cessna Grand Caravans e Piper Chieftains. Os voos com aeronaves da própria Originair foram retomados em junho de 2017. Originair adicionou uma nova rota de Nelson a New Plymouth em 29 de setembro de 2017. O Aeroporto de Hawke's Bay em Napier foi adicionado à sua network a partir de 28 de setembro de 2018. Os voos para Wellington foram retomados em 14 de fevereiro de 2020.
Os voos para Napier serão retomados em 17 de setembro de 2021 e os serviços expandidos ligarão a cidade a Hamilton e Palmerston North pela primeira vez.

## Frota

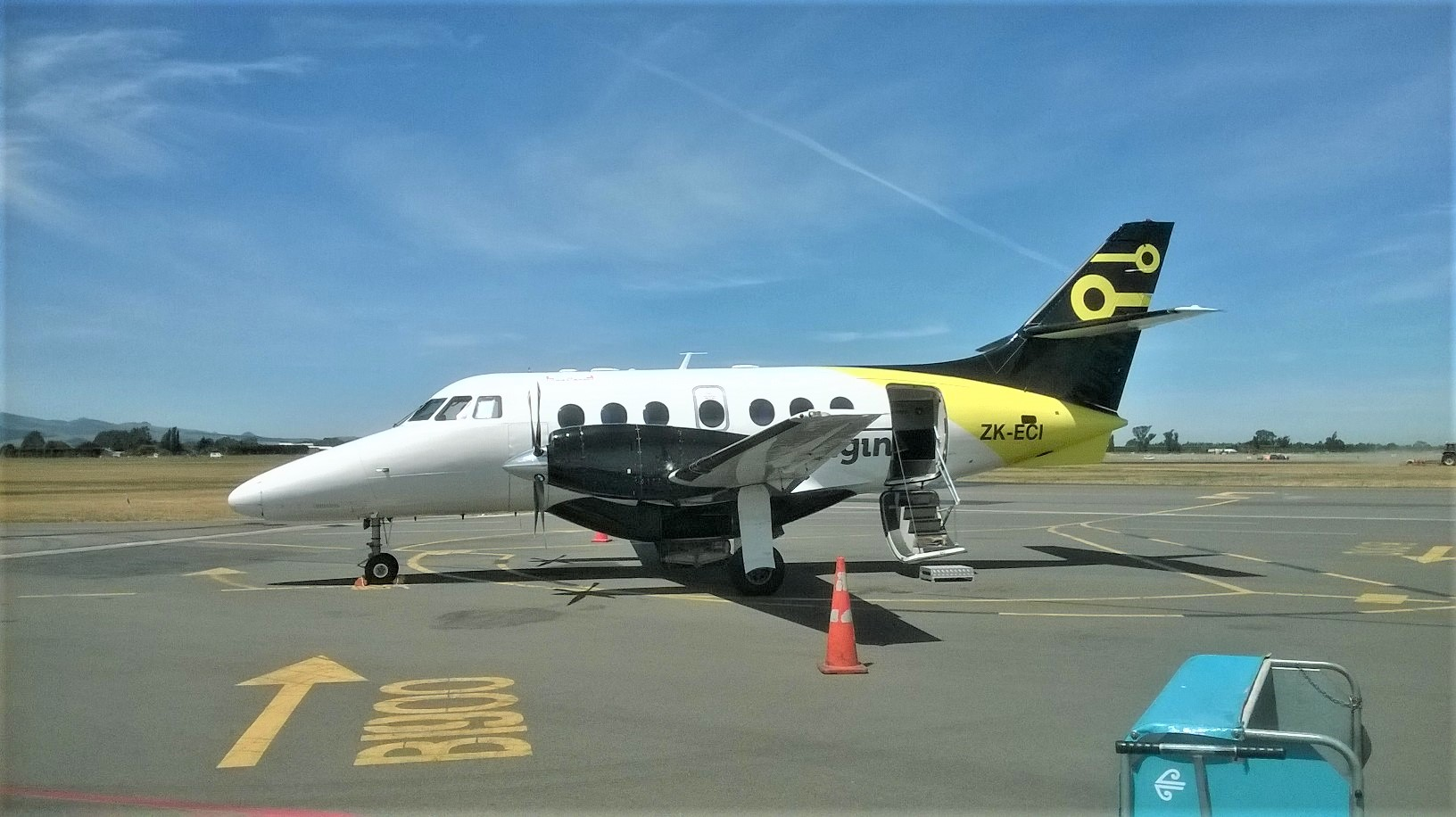
Um BAe Jetstream 31 da Originair em 2015

A frota Originair consiste nas seguintes aeronaves:
| Aeronaves                      | Em Serviço | Ordens | Passageiros | Notas |
| ------------------------------ | ---------- | ------ | ----------- | ----- |
| British Aerospace Jetstream 31 | 1          | –      | 18          |       |
| British Aerospace Jetstream 32 | 3          | –      | 19          |       |
| Total                          | 4          | 0      |             |       |